# 岐阜県道260号宮地片山線
岐阜県道260号宮地片山線（ぎふけんどう260ごう みやじかたやません）は、岐阜県揖斐郡池田町宮地大門南から岐阜県揖斐郡池田町片山大畑に至る一般県道である。

## 概要
濃尾平野を一望できる場所として知られる池田山の西麓を南北に走る。
終点は以前岐阜県道53号岐阜関ヶ原線から分岐する形となっていたが、バイパスが完成し、旧道が町道に格下げとなったため、
現在は他の県道と交差しない形となっている（県道終点を現在の岐阜県道53号岐阜関ヶ原線分岐点に変更していないため、このように取り残された形となっている）。池田町片山地内に家屋の軒先を掠めるような極狭隘路や、未舗装の歩道ないし獣道を県道指定されている個所があるため、車輌通行不能区間がある（この区間は徒歩でのみ通行可能）。2023年現在では、車両通行不能区間は未舗装の泥道と砂利道からなり、国土地理院の地図では幅員1m~3mの軽車道として記載されている。軽自動車であれば走行できなくはない幅員であるが，該当区間の両側に簡易的な柵が設けられており侵入できないようになっている。

### 路線データ
- 陸上距離：4,161.1m
- 起点：岐阜県揖斐郡池田町宮地大門南（岐阜県道259号市場池田線交点）
- 終点：岐阜県揖斐郡池田町片山大畑

## 地理
- 沿線には『霞間ヶ渓』『霞間ヶ渓公園』『霞間ヶ渓スポーツ公園』『池田町立宮地小学校』が点在する。

### 通過する自治体
- 岐阜県
  - 揖斐郡
    - 池田町

### 交差している道路
- 岐阜県道259号市場池田線（揖斐郡池田町）
- 岐阜県道256号霞間ヶ谷線（揖斐郡池田町）